# Franziska Müller-Rech

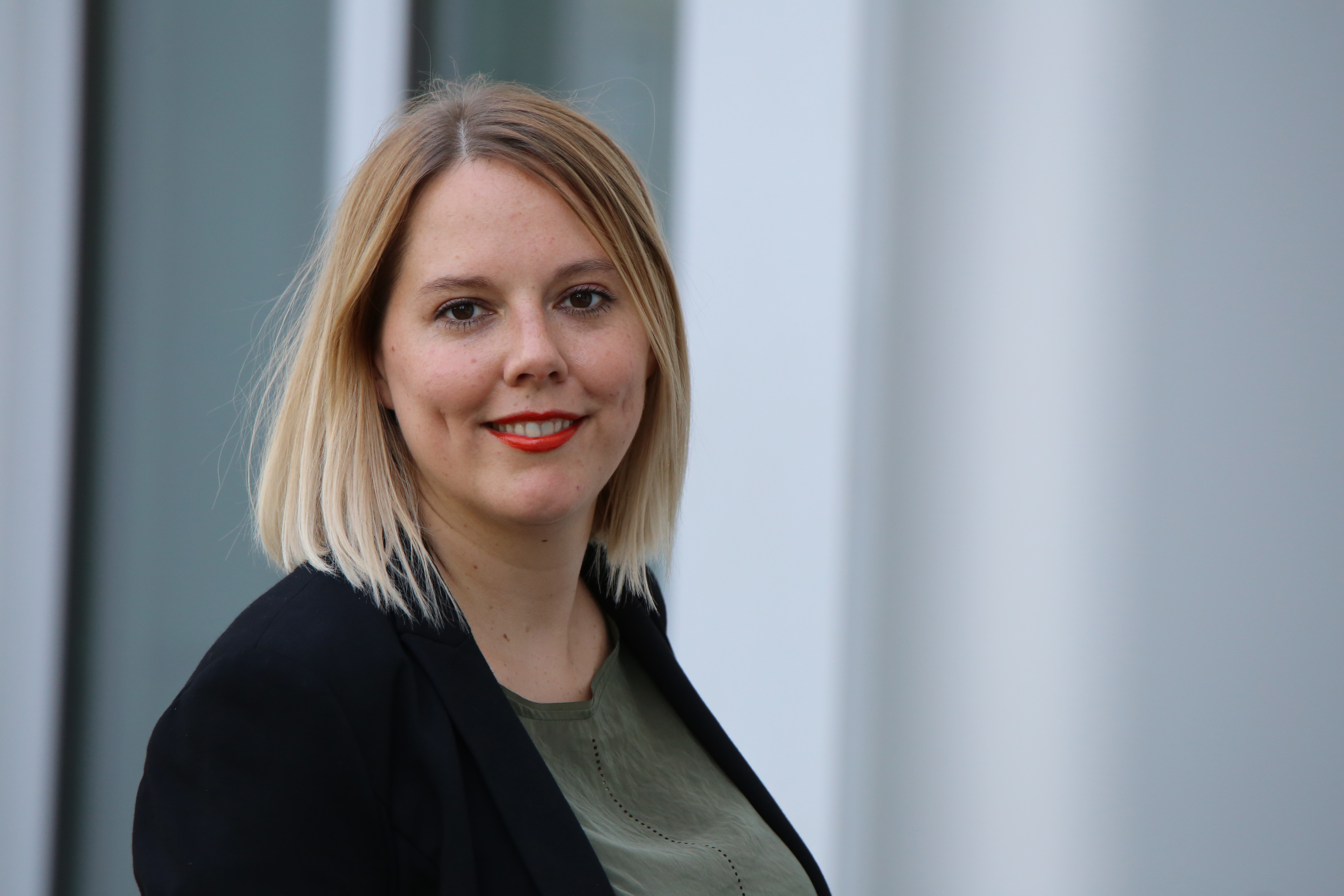
Franziska Müller-Rech (2020)

Franziska Christiana Regina Müller-Rech (* 16. Juli 1985 in Bonn) ist eine deutsche Politikerin (FDP). Seit 2023 ist sie wieder Abgeordnete im Landtag Nordrhein-Westfalen, dem sie bereits von 2017 bis 2022 angehörte.

## Leben
Franziska Müller-Rech ist im Musikerviertel in Bonn aufgewachsen und hat drei ältere Halbbrüder. Nach dem Abitur an der Erzbischöflichen Liebfrauenschule in Bonn im Jahr 2003 studierte sie berufsintegriert an der Fachhochschule Köln (Fachrichtung Versicherungswesen). Erfolgreich absolvierte sie eine Ausbildung zur Versicherungskauffrau und ein Studium zur Diplom-Kauffrau (FH). Bereits ihr Vater und zwei Brüder arbeiten in der Versicherungswirtschaft.  Bis zu ihrem Einzug in den nordrhein-westfälischen Landtag arbeitete sie als Teammanagerin im Kundenservice für betriebliche Altersversorgung bei Talanx. Müller-Rech hat an der Quadriga Hochschule Berlin „Communication & Leadership“ studiert und im Sommer 2024 als Master of Arts abgeschlossen.
Müller-Rech lebt im Musikerviertel in der Bonner Weststadt.

## Politik
Im Jahr 2006 trat sie während ihres Studiums den Freien Demokraten bei. Im Jahr 2015 wurde sie stellvertretende FDP-Kreisvorsitzende. Von 2018 bis 2023 war sie Kreisvorsitzende der Bonner FDP. Im März 2018 wurde sie auf dem Bezirksparteitag in Leverkusen in den Bezirksvorstand Köln gewählt. Heute ist sie stellvertretende Vorsitzende des FDP-Bezirksverbandes Köln.
In Bonn engagierte sich Müller-Rech unter anderem im Schulausschuss der Stadt Bonn als sachkundige Bürgerin. Auch in der FDP-Landtagsfraktion war sie für die Themen Schule und Bildung zuständig und war schulpolitische Sprecherin. Bei der Landtagswahl in Nordrhein-Westfalen 2017 erhielt Müller-Rech ein Mandat über die Landesliste ihrer Partei. Sie kandidierte bei den Landtagswahlen 2012 und 2017 im Wahlkreis Bonn I, wo sie 5,5 % (2012) und 9,8 % (2017) der Erststimmen erhielt. Bei der Landtagswahl 2022 kandidierte Müller-Rech auf Platz 14 der Landesliste. Die FDP erhielt mit einem Ergebnis von 5,9 % der Zweitstimmen zwölf Sitze im Landtag und Müller-Rech schied somit aus dem Landtag aus. Am 27. Januar 2023 rückte sie für Joachim Stamp, der Sonderbevollmächtigter der Bundesregierung für Migrationsabkommen wurde, in den Landtag nach. In der 18. Wahlperiode des Landtags NRW nahm sie wieder ihre Arbeit als schulpolitische Sprecherin auf. Zusätzlich wurde sie Sprecherin der FDP-Landtagsfraktion für Gleichstellung und Queerpolitik, was sie bis Januar 2025 blieb.
Im Januar 2025 wurde sie zur Vorsitzenden der Enquetekommission „Künstliche Intelligenz - für einen smarten Staat in der digitalisierten Gesellschaft“ gewählt.